# Paspalum altsonii
Paspalum altsonii är en gräsart som beskrevs av Mary Agnes Chase. Paspalum altsonii ingår i släktet tvillinghirser, och familjen gräs. Inga underarter finns listade i Catalogue of Life.